# Robert Sarah
Robert kardinál Sarah (* 15. června 1945, Ourous) je guinejský římskokatolický kněz a kardinál, v letech 2014–2021 prefekt Kongregace pro bohoslužbu a svátosti.

## Život

### Kněz a biskup
Kněžské svěcení přijal ve věku 24 let 20. července 1969. Studoval na Papežské univerzitě Gregoriana a Biblickém institutu v Jeruzalémě. V srpnu 1979 ho papež Jan Pavel II. jmenoval arcibiskupem arcidiecéze Conakry. Biskupské svěcení mu udělil kardinál Giovanni Benelli 8. prosince 1979. V tento den byl nejmladším biskupem na světě.

### Ve Vatikánu
V říjnu 2001 byl pozván do Vatikánu, kde se stal sekretářem Kongregace pro evangelizaci národů, kterou tehdy vedl jako prefekt kardinál Crescenzio Sepe. 7. října 2010 ho papež Benedikt XVI. jmenoval předsedou Papežské rady Cor Unum, která koordinuje charitativní činnost katolické církve. Ve funkci tak nahradil německého kardinála Cordese. Je tak druhým vysokým činitelem římské kurie, pocházejícím z Afriky, kterého jmenoval Benedikt XVI. Prvním byl Peter Kodwo Appiah kardinál Turkson. Dva týdny poté bylo ohlášeno jeho jmenování kardinálem (ve třídě kardinál-jáhen), kardinálský biret převzal během konzistoře 20. listopadu 2010 spolu s diakonií San Giovanni Bosco in Via Tuscolana.
Dne 24. listopadu 2014 jej papež František jmenoval prefektem Kongregace pro bohoslužbu a svátosti. Dne 20. února 2021 papež František přijal jeho rezignaci složenou z důvodu dosažení kanonického věku.
V roce 2021 byl jeho titul kooptován do třídy kardinál-kněz.

### Činnost
Kromě řádné formy římského ritu (forma ordinaria) pravidelně vysluhuje mše svaté v mimořádné formě (forma extraordinaria). Cestuje po světě a provádí biřmování mimořádnou formou, obvyklou před druhým vatikánským koncilem. 
V roce 2023 navštívil Českou republiku jako host českobudějovické diecéze a vyšebrodského kláštera, v Českých Budějovicích představil české vydání své knihy Katechismus duchovního života, v Římově sloužil při příležitosti místní pouti asistovanou mši svatou v mimořádné formě.

## Knihy
- Seznam děl v Souborném katalogu ČR, jejichž autorem nebo tématem je Robert Sarah
- Vatican II: le Concile en questions: Entre événement et héritage (2015) (Autor předmluvy)
- Dieu ou rien (2015), rozhovor s Nicolasem Diatem. Česky: Bůh, nebo nic, Brno: Kartuziánské nakl. 2016.
- La force du silence (2017), rozhovor s Nicolasem Diatem o liturgii. Česky: Síla ticha: proti diktatuře hluku, Brno - Nová Ves pod Pleší: Kartuziánské nakl. - Hesperion 2018.
- Le soir approche et déjà le jour baisse (2019), rozhovor s Nicolasem Diatem. Česky: Den se již nachýlil, Brno - Nová Ves pod Pleší: Kartuziánské nakl. - Hesperion 2019.
- Catéchisme de la vie spirituelle (2022), česky Katechismus duchovního života, Vyšší Brod, Hesperion 2023

## Vyznamenání
- komandér Řádu čestné legie – Francie, 24. října 2012[3]
- velkokříž Národního řádu Beninu – Benin, 23. srpna 2015 – udělil prezident Yayi Boni[4][5]